# سعیدآباد (بستان‌آباد)
سعیدآباد یکی از روستاهای استان آذربایجان شرقی ایران است که در دهستان سعیدآباد بخش مرکزی شهرستان بستان‌آباد واقع شده است. در سفرنامه ناصرخسرو از این شهر بین سراب و تبریز نام برده شده است.

## موقعیت جغرافیایی
این دهستان در فاصله ۱۲ کیلومتری تبریز و ۳۰ کیلومتری بستان آباد قرار دارد و دارای جاذبه‌های گردشگری فراوان است. همچنین سعیدآباد یکی از مناطق تاریخی است و قدمت آن به ۱۵۰۰ سال پیش از میلاد مسیح زمان حکومت اورارتو بعنوان یک منطقه وسیع بود، می‌رسد. سعیدآباد بزرگ‌ترین دهستان شرق تبریز محسوب می‌شود شهرک صنعتی عالی‌نسب در این منطقه قرار دارد و پادگان‌های نظامی شهید تجلائی، شهید کریمی و قدس ناجاو دانشگاه پردیس کشاورزی در این روستا قرار گرفته است.

## جمعیت
جمعیت این دهستان بالغ بر ۵۰۰۰ نفر را ساکنان بومی تشکیل می‌دهند و نزدیک به یکصد هزار نفر در کارخانجات صنعتی آن مشغول به کار هستند، سعیدآباد از قطب‌های صنعتی، نظامی، تاریخی و گردشگری آذربایجان شرقی محسوب می‌شود پل شیخ کورپوسی مربوط به دوره قاجار است.

## بناهای تاریخی
بناهای کنونی این منطقه بر روی چندین روستا تاریخی ساخته شده و فاصله این روستاها خیلی به هم نزدیک بوده است. مناطقی که سعیدآباد کنونی بر روی آن بنا شده است شامل لووان دره، اسکی تپه، خرابه کوول، زرآلانلار، ششگلان و تامبیرلار هستند که همگی در زیر خاک مدفون شدند به علت چمنزارهای وسیع این منطقه و خاک حاصل خیز آن پادشاهی اورارتویی اسب‌های جنگی و دولتی خود را در این منطقه پرورش می‌دادند و در این منطقه کاروانسراهایی مثل کاروانسرای حاج آبابا و قدمگاه قرار گرفته‌اند و برای دسترسی به آنها باید از طریق پل شیخ اقدام کرد کوه‌های تک آلتی و سهند در مجاورت این دهستان قرار دارد. اوایا چلبی در خصوص وجه تسمیه و تریخ این روستا آورده است که: «بانی آن وزیر سعید از وزرای شاه طهمورت است و به همین خاطر سعید آباد نام نهاده‌اند این روستا با حمله و هجوم سلیمان خان دچار شده ولی از صدمه مراد خان چهارم خلاصی یافته است. این روستا در میان باغ و خیابان دارای دو هزار خانه و هفت مسجد، مهانسرا، حمام و بازار است.»
اهالی به زبان ترکی آذربایجانی تکلم می‌کند و مذهب اکثر اهالی شیعه دوازده امامی است.